# Direzione di discesa
In ottimizzazione, una direzione di discesa è un vettore {\displaystyle \mathbf {p} \in \mathbb {R} ^{n}} che, spostandosi nella direzione da esso indicata, permette di avvicinarsi a un minimo locale {\displaystyle \mathbf {x} ^{*}} della funzione obiettivo {\displaystyle f:\mathbb {R} ^{n}\to \mathbb {R} }.

## Definizione
Sia {\displaystyle f:\mathbb {R} ^{n}\to \mathbb {R} }. Si dice che un vettore {\displaystyle \mathbf {p} \in \mathbb {R} ^{n}}, {\displaystyle \mathbf {p} \not =0} è una direzione di discesa per la funzione {\displaystyle f} in {\displaystyle \mathbf {x} } se esiste {\displaystyle {\tilde {t}}>0} tale che {\displaystyle f(\mathbf {x} +t\mathbf {p} )<f(\mathbf {x} )}, {\displaystyle \forall t\in (0,{\tilde {t}}]}.
In modo analogo si definisce la direzione di salita di {\displaystyle f}.
Si supponga di dover calcolare {\displaystyle \mathbf {x} ^{*}} con un metodo iterativo. Si definisce una direzione di discesa {\displaystyle \mathbf {p} _{k}\in \mathbb {R} ^{n}} alla {\displaystyle k}-esima iterazione ogni direzione {\displaystyle \mathbf {p} _{k}} per cui {\displaystyle \langle \mathbf {p} _{k},\nabla f(\mathbf {x} _{k})\rangle <0}, dove {\displaystyle \langle ,\rangle } rappresenta prodotto scalare. La motivazione per questo approccio è che piccoli spostamenti lungo {\displaystyle \mathbf {p} _{k}} garantiscono che {\displaystyle \displaystyle f} venga ridotto, in base al Teorema di Taylor.
In base a questa definizione, l'antigradiente (se non nullo) è sempre una direzione di discesa, visto che {\displaystyle \langle -\nabla f(\mathbf {x} _{k}),\nabla f(\mathbf {x} _{k})\rangle =-\langle \nabla f(\mathbf {x} _{k}),\nabla f(\mathbf {x} _{k})\rangle <0}. 
Esistono diversi metodi per calcolare una direzione di discesa, ognuno con meriti specifici, tra cui la discesa del gradiente o il metodo del gradiente coniugato.